# Crataegus lumaria
Crataegus lumaria es una especie de planta del género Crataegus, perteneciente a la familia Rosaceae.

## Taxonomía
Crataegus lumaria fue descrita por William Willard Ashe en 1903.

## Distribución
Se encuentra en el territorio de Míchigan, Nueva York, Ontario, Quebec y Wisconsin.